# Thomas Brinkmann (musicista)
Thomas Brinkmann (1959) è un musicista tedesco.

## Biografia
Inizia la sua attività negli anni 1979-1980 riutilizzando lavori di Mike Ink e di Richie Hawtin. Musicista dell'elettronica minimale, il termine "MicroHouse" coniato dal giornalista Philip Sherburne indica fra i vari esponenti anche la sua musica.

## Tutte le produzioni di Thomas Brinkmann
| Nome traccia                                                       | Formato                                           | Etichetta                                       | Anno |
| ------------------------------------------------------------------ | ------------------------------------------------- | ----------------------------------------------- | ---- |
| Walk With Me                                                       | 3xFile, MP3, 320                                  | Curle Recordings                                | 2010 |
| Walk With Me                                                       | 12"                                               | Curle Recordings                                | 2010 |
| Walk With Me                                                       | 12", Promo                                        | Curle Recordings                                | 2010 |
| Ghostrider                                                         | 10", Ltd                                          | Blast First Petite                              | 2010 |
| RA.143                                                             | File, MP3, Mixed, Pod                             | Resident Advisor                                | 2009 |
| Isch                                                               | 12", RP                                           | Petite                                          | 2009 |
| Isch                                                               | 12", Ltd, Blu                                     | Petite                                          | 2009 |
| When Horses Die ...                                                | CD, Album                                         | Max Ernst                                       | 2008 |
| Naranja Monje                                                      | 12"                                               | Cmyk Musik                                      | 2006 |
| Klick Revolution                                                   | CD, Enh                                           | Max Ernst                                       | 2006 |
| Diamonds, Furcoat, Champagne / Touch Me                            | 12"                                               | max.i                                           | 2006 |
| Lucky Hands                                                        | 3xLP                                              | Max Ernst                                       | 2005 |
| Lucky Hands                                                        | CD, Album                                         | Max Ernst                                       | 2005 |
| Tour De Traum                                                      | CD                                                | Traum Schallplatten                             | 2004 |
| <Tokyo + I                                                         | CD                                                | Max Ernst                                       | 2004 |
| Lovesong / Hatesong                                                | 12"                                               | Max Ernst                                       | 2004 |
| Tina / Argo                                                        | 12"                                               | Max Ernst                                       | 2003 |
| Tina / Argo                                                        | 12"                                               | Max Ernst                                       | 2003 |
| 4 Tracker                                                          | 12"                                               | Max Ernst                                       | 2003 |
| >Tyranids                                                          | 12"                                               | Art Of Perception                               | 2002 |
| The Spirit / Florida                                               | 7", Ltd                                           | Perlon                                          | 2002 |
| Rōw                                                                | CD, Comp                                          | Max Ernst                                       | 2002 |
| Orange Green                                                       | 12"                                               | Max Ernst                                       | 2002 |
| .                                                                  | CDr                                               | Oral                                            | 2002 |
| .                                                                  | CDr                                               | Oral                                            | 2002 |
| 46 Valentino EP                                                    | 12", EP                                           | Max Ernst                                       | 2001 |
| Yvette / Zora                                                      | 12"                                               | Ernst                                           | 2000 |
| Wanda / Xenia                                                      | 12"                                               | Ernst                                           | 2000 |
| Ulla / Vera                                                        | 12"                                               | Ernst                                           | 2000 |
| Loplop                                                             | 12"                                               | Max Ernst                                       | 2000 |
| Klick                                                              | CD, Album                                         | Max Ernst                                       | 2000 |
| Klick                                                              | 12"                                               | Max Ernst                                       | 2000 |
| Chevrolet Corvette                                                 | 12"                                               | Max Ernst                                       | 2000 |
| Untitled                                                           | 12"                                               | Max Ernst                                       | 1999 |
| Untitled                                                           | 12"                                               | Max Ernst                                       | 1999 |
| Untitled                                                           | 12"                                               | Max Ernst                                       | 1999 |
| Susi / Trixi                                                       | 12"                                               | Ernst                                           | 1999 |
| Olga / Petra                                                       | 12"                                               | Ernst                                           | 1999 |
| Monika / Nicola                                                    | 12"                                               | Ernst                                           | 1999 |
| Karin / Lotte                                                      | 12"                                               | Ernst                                           | 1999 |
| Adria / Blind                                                      | 12", W/Lbl                                        | Force Inc. Music Works                          | 1999 |
| Adria / Blind                                                      | 12"                                               | Force Inc. Music Works                          | 1999 |
| X100                                                               | 12"                                               | Supposé                                         | 1998 |
| Max.Ernst & Freunde                                                | 12"                                               | Max Ernst                                       | 1998 |
| Inge / Jutta                                                       | 12"                                               | Ernst                                           | 1998 |
| Gisela / Heidi                                                     | 12"                                               | Ernst                                           | 1998 |
| Erika / Frauke                                                     | 12", W/Lbl, TP                                    | Ernst                                           | 1998 |
| Erika / Frauke                                                     | 12"                                               | Ernst                                           | 1998 |
| Ekkehart / Friedrich                                               | 12", W/Lbl                                        | Max                                             | 1998 |
| Ekkehart / Friedrich                                               | 12"                                               | Max                                             | 1998 |
| Clara / Doris                                                      | 12", W/Lbl, TP                                    | Ernst                                           | 1998 |
| Clara / Doris                                                      | 12"                                               | Ernst                                           | 1998 |
| Axel / Bernd                                                       | 12"                                               | Max                                             | 1998 |
| Anna / Beate                                                       | 12"                                               | Ernst                                           | 1998 |
| Studio 1 - Variationen 2                                           | 12"                                               | Profan                                          | 1997 |
| Studio 1 - Variationen                                             | CD, Album                                         | Profan                                          | 1997 |
| Studio 1 - Variationen                                             | 12"                                               | Profan                                          | 1997 |
| Rosa                                                               | CD                                                | Ernst                                           |      |
| Remix                                                              |                                                   |                                                 |      |
| Im Garten Von Eben Anniversary Remixes - Im Garten Von Eben (Ga... | 5xFile, MP3                                       | Traum Schallplatten                             | 2008 |
| Concept 1 - 96:CD/VR -                                             | 2xCD, Comp, Lim                                   | M_nus                                           | 2007 |
| The Complete Depeche Mode - I Feel Loved (Thomas B...              | 12xFile, AAC, Album, RM + 10xFile, AAC, Album, RM | Mute                                            | 2006 |
| Alpha - Psychometry 1.1 (Thoma...                                  | CD, Comp, Mixed                                   | Horizon (Japan)                                 | 2006 |
| Blitzkrieg Pop - Blitzkrieg Pop (Brinkm...                         | CDr, Promo                                        | NovaMute                                        | 2005 |
| Blitzkrieg Pop - Blitzkrieg Pop (Brinkm...                         | CD, Maxi                                          | NovaMute                                        | 2005 |
| Blitzkrieg Pop - Blitzkrieg Pop (Brinkm...                         | CDr, Promo                                        | NovaMute                                        | 2005 |
| Blitzkrieg Pop - Blitzkrieg Pop (Brinkm...                         | CD, Maxi                                          | NovaMute                                        | 2005 |
| Six~Trak Reworks 2 - Blackcurrant (Thomas B...                     | 12"                                               | indigo:inc                                      | 2004 |
| There Must Be A (Brinkmann-) Remix - This Is The Remix By T...     | 12"                                               | A-Musik                                         | 2003 |
| Tanks A Lot - A Free Urus Martan Mix - I Feel Loved (Thomas B...   | CD, Enh, Mixed, Promo                             | Max Ernst                                       | 2003 |
| Tanks A Lot - A Free Urus Martan Mix - I Feel Loved (Thomas B...   | CD, Enh, Mixed, Promo                             | Max Ernst                                       | 2003 |
| Rather Be - Rather Be (Thomas Brik...                              | 12"                                               | Mental Groove Records                           | 2003 |
| Psychometry 1.1-3.2 (Remixes) - 1.1 (Thomas Brinkmann ...          | 12"                                               | Trapez                                          | 2002 |
| Break My Code -                                                    | 12"                                               | Joint Records                                   | 2002 |
| I Feel Loved - I Feel Loved (Thomas B...                           | 12", W/Lbl, Promo, #3                             | Mute                                            | 2001 |
| I Feel Loved - I Feel Loved (Thomas B...                           | CD, Maxi, Enh, Ltd, Car                           | Playground Music Scandinavia, Mute Records Ltd. | 2001 |
| I Feel Loved - I Feel Loved (Thomas B...                           | CD, Maxi, Enh                                     | Labels, Mute                                    | 2001 |
| I Feel Loved - I Feel Loved (Thomas B...                           | 12"                                               | PIAS Benelux                                    | 2001 |
| I Feel Loved - I Feel Loved (Thomas B...                           | 12", Promo, Adv                                   | Reprise Records                                 | 2001 |
| I Feel Loved - I Feel Loved (Thomas B...                           | 12", Promo, #3                                    | Mute                                            | 2001 |
| I Feel Loved - I Feel Loved (Thomas B...                           | CD, Single, Enh                                   | PIAS Benelux, Mute Records Ltd.                 | 2001 |
| I Feel Loved - I Feel Loved (Thomas B...                           | CD, Maxi, Enh                                     | Reprise Records, Reprise Records                | 2001 |
| I Feel Loved - I Feel Loved (Thomas B...                           | CD, Single, Enh, Ltd, CD2                         | Mute                                            | 2001 |
| I Feel Loved - I Feel Loved (Thomas B...                           | 12", Ltd                                          | Mute                                            | 2001 |
| I Feel Loved - I Feel Loved (Thomas B...                           | 2x12"                                             | Reprise Records, Reprise Records                | 2001 |
| Uh-Uh Remixe - Uh-Uh (max.Ernst Remix)                             | 12", Promo, W/Lbl                                 | Riot City                                       | 2000 |
| Uh-Uh - Uh-Uh (max.Ernst Remix)                                    | 12", Promo                                        | Riot City                                       | 2000 |
| Uh-Uh - Uh-Uh (max.Ernst Remix)                                    | 12"                                               | Riot City                                       | 2000 |
| Reservoir - Fibonacci Express (Tho...                              | 12"                                               | Mille Plateaux                                  | 2000 |
| Pot (Remixes) - Pot (Thomas Brinkmann ...                          | 2x12"                                             | Konsequent                                      | 1999 |
| Concept 1 - 96:VR -                                                | CD, Album                                         | M_nus                                           | 1998 |
| Concept 1 - 96:VR -                                                | 2x12", Ltd                                        | Concept 1                                       | 1998 |